# 35e législature de la Colombie-Britannique

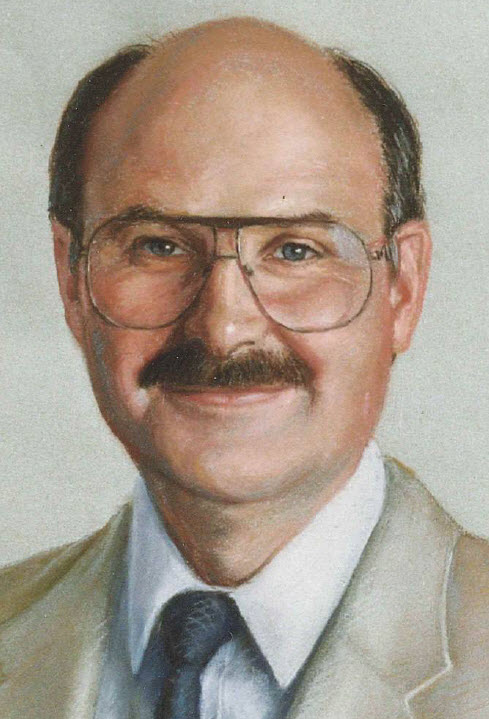
Michael Harcourt, premier ministre (1991-1996).

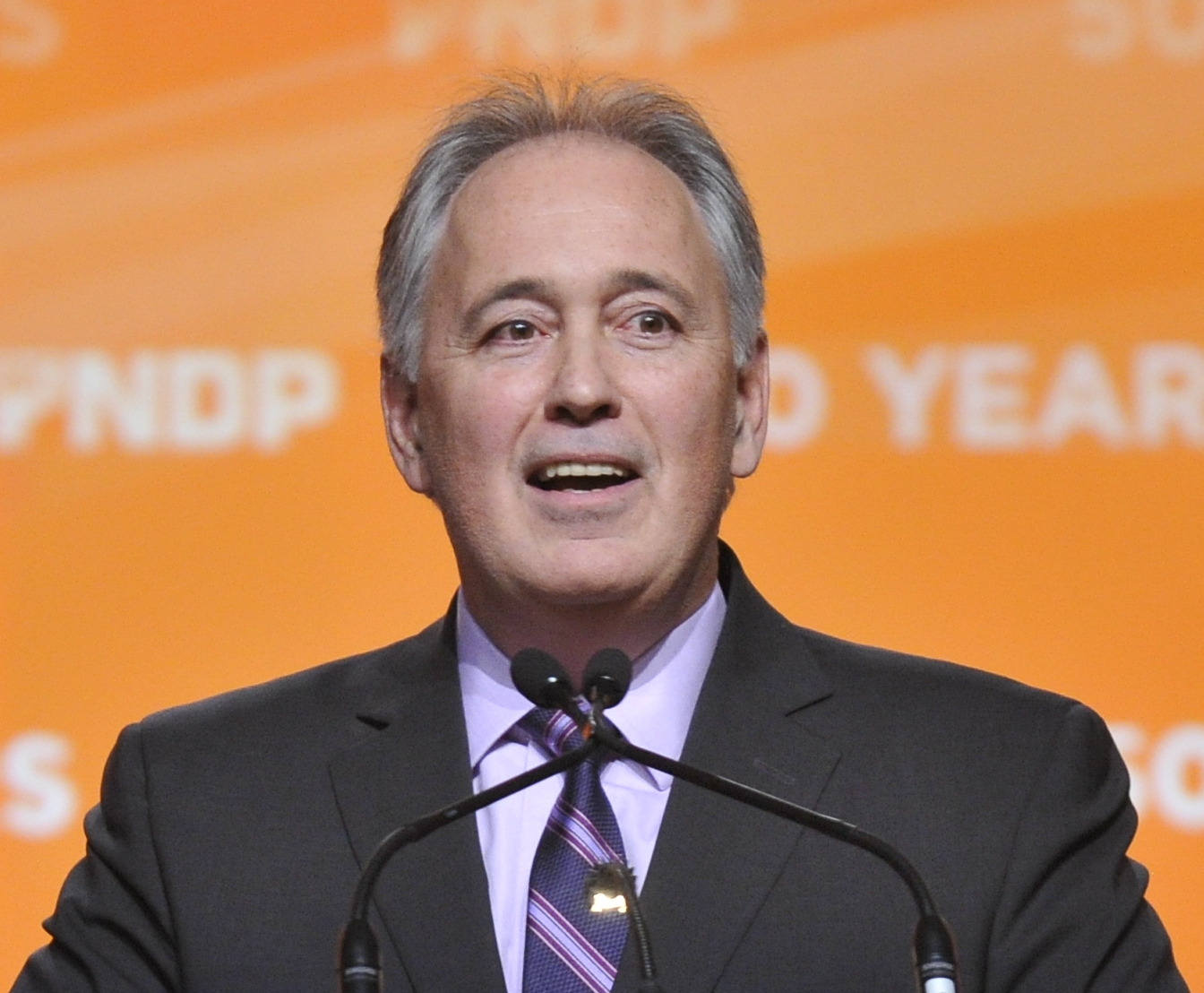
Glen Clark, premier ministre (1996-1999).

La 35e législature de la Colombie-Britannique a siégé de 1992 à 1996. Ses membres sont élus lors de l'élection générale de 1991. Le Nouveau Parti démocratique de la Colombie-Britannique (NPD) de Michael Harcourt forme un gouvernement majoritaire. Harcourt démissionne en février 1996 et Glen Clark le remplace comme chef du parti et premier ministre plus tard le même mois.
Le Parti libéral de la Colombie-Britannique dirigé par Bob Skelly forme l'opposition officielle.
Joan Sawicki est présidente de l'Assemblée jusqu'en 1994. Elle est remplacée par Emery Barnes.

## Membre de la 35elégislature
| Député | Député                         | Circonscription               | Parti         |
| ------ | ------------------------------ | ----------------------------- | ------------- |
|        | Harry de Jong                  | Abbotsford                    | Créditiste    |
|        | Gerard A. Janssen              | Alberni                       | Néo-démocrate |
|        | Jackie Pement                  | Bulkley Valley-Stikine        | Néo-démocrate |
|        | Fred G. Randall                | Burnaby-Edmonds               | Néo-démocrate |
|        | James Barry Jones              | Burnaby North                 | Néo-démocrate |
|        | Joan Sawicki                   | Burnaby-Willingdon            | Néo-démocrate |
|        | Frank Garden                   | Cariboo North                 | Néo-démocrate |
|        | David Zirnhelt                 | Cariboo South                 | Néo-démocrate |
|        | Robert Chisholm                | Chilliwack                    | Libéral       |
|        | Jim Doyle                      | Columbia River-Revelstoke     | Néo-démocrate |
|        | Margaret Lord                  | Comox Valley                  | Néo-démocrate |
|        | John Massey Cashore            | Coquitlam-Maillardville       | Néo-démocrate |
|        | Jan Pullinger                  | Cowichan-Ladysmith            | Néo-démocrate |
|        | Norm Lortie                    | Delta North                   | Néo-démocrate |
|        | Fred Gingell                   | Delta South                   | Libéral       |
|        | Munmohan Singh (Moe) Sihota    | Esquimalt-Metchosin           | Néo-démocrate |
|        | Gary Farrell-Collins           | Fort Langley-Aldergrove       | Libéral       |
|        | Arthur L. Charbonneau          | Kamloops                      | Néo-démocrate |
|        | Frederick Henry Jackson        | Kamloops-North Thompson       | Néo-démocrate |
|        | Kathleen Anne Edwards          | Kootenay                      | Néo-démocrate |
|        | Lynn Stephens                  | Langley                       | Libéral       |
|        | Rick F. G. Kasper              | Malahat-Juan de Fuca          | Néo-démocrate |
|        | Bill Hartley                   | Maple Ridge-Pitt Meadows      | Néo-démocrate |
|        | Peter Albert Dueck             | Matsqui                       | Créditiste    |
|        | Dennis Streifel                | Mission-Kent                  | Néo-démocrate |
|        | Laurence Dale Lovick           | Nanaimo                       | Néo-démocrate |
|        | Corky Evans                    | Nelson-Creston                | Néo-démocrate |
|        | Anita Mae Joan Hagen           | New Westminster               | Néo-démocrate |
|        | A. Dan Miller                  | North Coast                   | Néo-démocrate |
|        | Colin Stuart Gabelmann         | North Island                  | Néo-démocrate |
|        | David D. Schreck               | North Vancouver-Lonsdale      | Néo-démocrate |
|        | John (Jack) Davis              | North Vancouver-Seymour       | Libéral       |
|        | Elizabeth Cull                 | Oak Bay-Gordon Head           | Néo-démocrate |
|        | Neville Langrell "Bill" Barlee | Okanagan-Boundary             | Néo-démocrate |
|        | Judi K. Tyabji                 | Okanagan East                 | Libéral       |
|        | Jim Beattie                    | Okanagan-Penticton            | Néo-démocrate |
|        | Lyall Franklin Hanson          | Okanagan-Vernon               | Créditiste    |
|        | Clifford Jack Serwa            | Okanagan West                 | Créditiste    |
|        | Leonard Krog                   | Parksville-Qualicum           | Néo-démocrate |
|        | Richard Neufeld                | Peace River North             | Créditiste    |
|        | Jack S. Weisgerber             | Peace River South             | Créditiste    |
|        | Michael C. Farnworth           | Port Coquitlam                | Néo-démocrate |
|        | Barbara E. Copping             | Port Moody-Burnaby Mountain   | Néo-démocrate |
|        | Gordon F. Wilson               | Powell River-Sunshine Coast   | Libéral       |
|        | Lois R. Boone                  | Prince George-Mount Robson    | Néo-démocrate |
|        | Paul Ramsey                    | Prince George North           | Néo-démocrate |
|        | Len Fox                        | Prince George-Omineca         | Créditiste    |
|        | Douglas Symons                 | Richmond Centre               | Libéral       |
|        | Linda Reid                     | Richmond East                 | Libéral       |
|        | Allan Warnke                   | Richmond-Steveston            | Libéral       |
|        | Ed Conroy                      | Rossland-Trail                | Néo-démocrate |
|        | Clive Tanner                   | Saanich North and the Islands | Libéral       |
|        | Andrew Petter                  | Saanich South                 | Néo-démocrate |
|        | Shannon O'Neill                | Shuswap                       | Néo-démocrate |
|        | Helmut Giesbrecht              | Skeena                        | Néo-démocrate |
|        | Ken Jones                      | Surrey-Cloverdale             | Libéral       |
|        | Sue Hammell                    | Surrey-Green Timbers          | Néo-démocrate |
|        | Penny Priddy                   | Surrey-Newton                 | Néo-démocrate |
|        | Joan K. Smallwood              | Surrey-Whalley                | Néo-démocrate |
|        | Wilf Hurd                      | Surrey-White Rock             | Libéral       |
|        | Emery Oakland Barnes           | Vancouver-Burrard             | Néo-démocrate |
|        | Bernie Simpson                 | Vancouver-Fairview            | Néo-démocrate |
|        | Joy K. McPhail                 | Vancouver-Hastings            | Néo-démocrate |
|        | Ujjal Dosanjh                  | Vancouver-Kensington          | Néo-démocrate |
|        | Glen Clark                     | Vancouver-Kingsway            | Néo-démocrate |
|        | Val J. Anderson                | Vancouver-Langara             | Libéral       |
|        | Tom Perry                      | Vancouver-Little Mountain     | Néo-démocrate |
|        | Mike Harcourt                  | Vancouver-Mount Pleasant      | Néo-démocrate |
|        | Darlene R. Marzari             | Vancouver-Point Grey          | Néo-démocrate |
|        | Art Cowie                      | Vancouver-Quilchena           | Libéral       |
|        | Gretchen Brewin                | Victoria-Beacon Hill          | Néo-démocrate |
|        | Robin Blencoe                  | Victoria-Hillside             | Néo-démocrate |
|        | Jeremy Dalton                  | West Vancouver-Capilano       | Libéral       |
|        | David J. Mitchell              | West Vancouver-Garibaldi      | Libéral       |
|        | Harry S. Lali                  | Yale-Lillooet                 | Néo-démocrate |

## Répartition des sièges
| Parti    | Parti         | Député(s) |
| -------- | ------------- | --------- |
|          | Néo-démocrate | 51        |
|          | Libéral       | 17        |
|          | Crédit social | 7         |
| Total    | Total         | 75        |
| Majorité | Majorité      | 27        |

## Élections partielles
Des élections partielles ont été tenues pour diverses autres raisons:
| Circonscription     | Député             | Parti   | Élection        | Motif                                          |
| ------------------- | ------------------ | ------- | --------------- | ---------------------------------------------- |
| Matsqui             | Michael G. de Jong | Libéral | 17 février 1994 | Peter A. Dueck démissionne le 30 novembre 1993 |
| Vancouver-Quilchena | Gordon Campbell    | Libéral | 17 février 1994 | Art Cowie démissionne le 9 novembre 1993       |
| Abbotsford          | John van Dongen    | Libéral | 3 mai 1995      | Harry de Jong démissionne le 1er novembre 1994 |

## Autre(s) changement(s)
- Peter Dueck siège comme Indépendant dès le 7 février 1992. Il démissionne de son siège le 30 novembre 1993[5].
- David J. Mitchell démission du caucus libéral pour siéger comme Libéral indépendant le 7 décembre 1992. Il quitte les Libéraux pour siéger comme Indépendant le 16 février 1994. Il démissionne de son siège le 26 mars 1996[5].
- Gordon Wilson et Judi Tyabji démissionnent des Libéraux le 11 septembre 1993. Le 22 octobre, ils forment la Progressive Democratic Alliance (en).
- Le 14 mars 1994 Jack Weisgerber, Len Fox et Richard Neufeld se joignent au Parti réformiste (en)[5]. Ils sont rejoints par Lyall Hanson le 11 mai[1].
- Robert Chisholm devient Indépendant le 11 avril 1995[5].
- Robin Blencoe est expulsé du caucus néo-démocrate le 4 avril 1995. Il démisionne du NPD et siège comme Indépendant le 29 décembre 1995[5].
- Allan Warnke démissionne des Libéraux pour siéger comme Indépendant le 28 avril 1996[5].